# سیارک ۱۱۴۹۹
سیارک ۱۱۴۹۹ (به انگلیسی: 11499 Duras، نامگذاری:1989RL) یازده هزار و چهارصد و نود و نهمین سیارک کشف شده‌است که در ۲ سپتامبر ۱۹۸۹ کشف شد.
قدر مطلق سیارک برابر ۱۴٫۸۰ است.